# Acanthodes (stekelhaai)
Acanthodes is een geslacht van uitgestorven stekelhaaien uit de klasse Acanthodii, niet verwant aan de haaien. Het is een van de oudste vissen, die leefde in het Devoon en Perm, zo'n 280 tot 345 miljoen jaar geleden.

## Beschrijving
Acanthodes werden minstens 41 centimeter lang. Het lichaam was langwerpig en had een paar borstvinnen, een ongepaarde rugvin ver naar achteren op het lichaam, met een ongepaarde lange buik/bekkenvin en een anaalvin aan de onderkant van het lichaam, die net als andere acanthoden werden ondersteund door stijve stekels aan de voorkant. Het hele lichaam was bedekt met ruitvormige schubben, die in vorm varieerden afhankelijk van hun positie. De wervelkolom was meestal niet verstevigd. Acanthodes had geen tanden en lange kieuwlappen. Daarom wordt aangenomen dat Acanthodes een suspensievoeder was, die plankton uit het water filterde. Een exemplaar van Acanthodes bridgei was zo goed bewaard gebleven dat sporen van het oogweefsel voldoende waren om vast te stellen dat Acanthodes zowel staaf- als kegelvormige fotoreceptorcellen had, wat suggereert dat hij kleur kon waarnemen.
Als vertegenwoordiger van de laatste stekelhaaien, werden deze vissen veel groter dan hun voorgangers. Sommige bereikten een lengte van twee meter. Acanthodes droeg veel minder stekels dan zijn voorgangers. Van alle vinnen (borst- aars- en rugvin) was de voorste vinstraal uitgegroeid tot stekel.

## Ecologie
Van de verschillende soorten Acanthodes is bekend dat ze zowel in zoetwatermeren als in zoute lagunes leefden. Van Acanthodes bronni, die tijdens het Vroeg-Perm in zoetwatermeren in Zuid-Duitsland leefde, is bekend dat hij werd gegeten door de temnospondyle amfibieën Archegosaurus en Cheliderpeton. Acanthodes was waarschijnlijk in staat om zijn kaken wijd te openen als aanpassing aan het eten van plankton.

## Taxonomie
De classificatie van de Acanthodii was historisch omstreden, maar in de jaren 2010 werd, mede op basis van gedetailleerde onderzoeken van de schedel van acanthoden, algemeen aanvaard dat de Acanthodii een parafyletische groep Chondrichthyes uit de stamgroep vormen. Binnen de Acanthodii wordt Acanthodes traditioneel geplaatst binnen de Acanthodiformes, die nu ook als paraphyletisch wordt beschouwd.

## Vondsten
Fossiele resten zijn gevonden in Australië (Victoria), Europa (Tsjechië, Slowakije, Engeland, Duitsland, Schotland en Spanje) en Noord-Amerika (Illinois, Kansas, Pennsylvania en West Virginia).